# Cecità al cambiamento

Esempio di cecità al cambiamento. Sebbene simili, le due immagini presentano numerose differenze.

La cecità al cambiamento (in inglese Change Blindness) è un fenomeno cognitivo che consiste nell'incapacità di notare cambiamenti evidenti che hanno luogo nella scena osservata. Ad esempio, un osservatore spesso ha difficoltà a riconoscere differenze in un'immagine che lampeggia costantemente. L'inabilità dell'uomo ad individuare un cambiamento è oggetto di discussione, in quanto si crede che essa possa essere strettamente correlata alle limitazioni fondamentali dell'attenzione umana. La cecità al cambiamento è diventata un argomento di forte interesse scientifico, in quanto potrebbe avere importanti risvolti pratici nella testimonianza oculare e nelle distrazioni alla guida.

## Storia
La ricerca sulla cecità al cambiamento origina dall'indagine di altri fenomeni, come i movimenti involontari dell'occhio e la memoria di lavoro.
Lo studio in laboratorio inizia negli anni settanta, quando George McConkie conduce le sue prime ricerche sulla cecità al cambiamento nelle parole e nei testi. In questi studi, i cambiamenti erano introdotti mentre l'osservatore compiva dei movimenti oculari saccadici (vedi Saccade). Spesso gli osservatori fallivano nel riconoscere i cambiamenti introdotti.
Verso la fine degli anni ottanta è stata pubblicata la prima dimostrazione sperimentale sulla cecità al cambiamento da Hal Pashler, che dimostrava la scadente capacità dell'uomo di individuare dei cambiamenti avvenuti in array di lettere che lampeggiavano ogni 67 millisecondi.
Nei primi anni novanta, in seguito al rinnovato interesse per la cecità al cambiamento, McConkie pubblica una nuova ricerca, in collaborazione con John Grimes e il nuovo Beckman Institute for Advanced Science and Technology, ampliando la sperimentazione dall'uso di sole parole e testi all'impiego di immagini e fotografie, permettendo di studiare gli effetti della cecità al cambiamento in ambientazioni realistiche (come nella guida in caso di ostruzioni nel parabrezza).

## Implicazioni pratiche

### Testimonianza oculare
La ricerca sulla cecità al cambiamento ha rivelato possibilità di inaccuratezza nelle testimonianze oculari, come confusione nei dettagli, identificazioni errate e convinzioni sbagliate. Dunque questo tipo di testimonianza andrebbe trattata con attenzione in tribunale al fine di evitare possibili conseguenze negative.

### Capacità di guida
I guidatori più anziani commettono più decisioni errate alla guida rispetto ai giovani quando si trovano di fronte ad un cambiamento ad un incrocio. Questo è attribuibile al fatto che gli anziani si accorgono dei cambiamenti più lentamente delle persone più giovani. Questo tempo di reazione al cambiamento è ancora più lento se le variazioni accadono in periferia del campo visivo del guidatore.

### Esercito
Il personale militare incaricato di controllare più monitor in contemporanea manifesta tempi prolungati di elaborazione dei cambiamenti, dato che sono numerose le variazioni da identificare, che spesso devono essere anche dedotte o indovinate.